# Jean Huber
Jean Huber (Chámbesy, 13 de febrer de 1721 - Lausana, 21 d'agost de 1786) va ser un pintor suís.

## Biografia
Jean Huber era fill de Jacob Huber, membre del Conseil des Deux-Cents de la República de Ginebra, i de Catherine Vasserot. La família era originària de Schaffhausen i va ser admesa a la burgesia de Ginebra el 1654.
El 1738 Huber va entrar al servei militar de Hessen-Kassel al regiment de granaders del príncep Frederic I de Suècia. Després, el 1741, es va traslladar al servei del Regne de Sardenya on va lluitar amb el grau de capità durant la Guerra de Successió Austríaca.
El 1747 es va casar amb Marie-Louise Alléon-Guainieret, amb qui va tenir dos fills, François Huber (1750–1831), el famós autor d'una obra sobre les abelles, i Jean-Daniel, un paisagista i gravador aficionat, així com una filla de nom Madelaine. El 1752 Huber va ser nomenat membre del Conseil des Deux-Cents.

### Pintor i siluetista

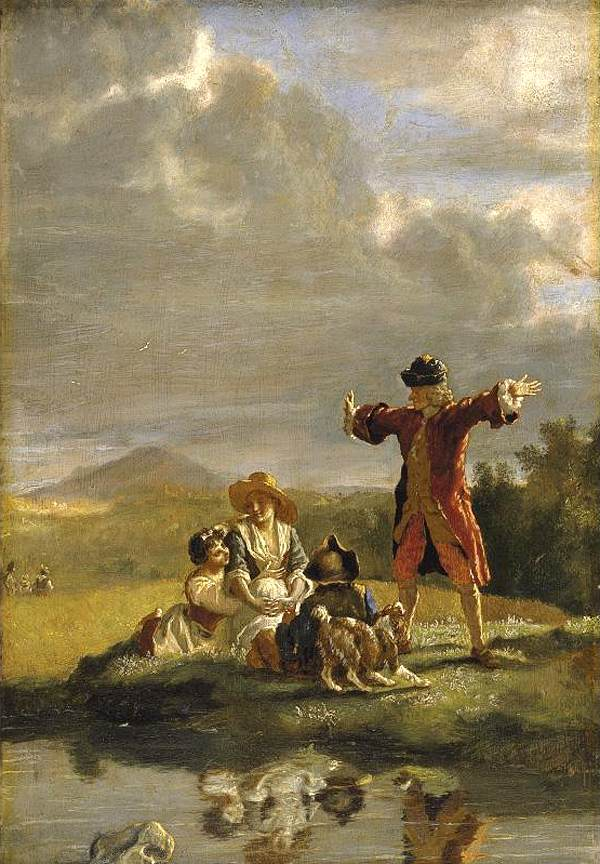
Voltaire narrant una faula

Huber va començar a pintar sense haver tingut cap formació. Era un observador talentós i els seus primers treballs van ser d'ocells, cavalls i escenes de caça. El 1783 va publicar al Mercure de France una «Nota sobre la manera de dirigir els globus, basada en el vol dels ocells rapinyaires» i, el 1784, «Observacions sobre el vol de les aus rapinyaires» amb 7 plaques dissenyades per ell. Estava treballant en una Història dels ocells rapinyaires quan va morir.
Huber també tenia talent com a caricaturista que va utilitzar en diverses ocasions, i particularment contra Jean-Étienne Liotard. Va visitar Voltaire a Les Délices el 1756 i s'hi va instal·lar. Va pintar nombrosos quadres que representen la filosofia i va dedicar una col·lecció dels seus retrats a Caterina II de Rússia.
Va estar vint anys amb Voltaire i va rebre el sobrenom d'Huber-Voltaire. Voltaire va escriure l'any 1772 a Marie-Anne de Vichy-Chamrond: «Com que heu conegut el senyor Huber, farà el vostre retrat; el farà en pastel, a l'oli o en mezzotinta. Amb unes tisores us farà un esbós retallat com una caricatura completa. Així és com em va ridiculitzar d'un extrem a l'altre d'Europa».
A Ginebra, va popularitzar l'art de la silueta, i va treballar sense ni tan sols fer un esbós inicial. El seu talent per als retalls li va permetre crear les escenes més complicades de baralles i persecucions; de vegades produïa boscos espessos que deixaven planes i muntanyes llunyanes per imaginar; les seves il·lustracions mostraven detalls inimitables. La majoria dels seus retalls es troben a Anglaterra, en galeries privades. Les seves «escenes de» el van fer famós, així com les seves irreverents caricatures de Voltaire.
En 1761, una silueta que Huber havia creat d'Anne FitzRoy, duquessa de Grafton, i la seva filla va ser enviada a Horace Walpole. Aquesta carta va ser l'inici d'una correspondència de 455 cartes.